# 聖嘉德主教座堂

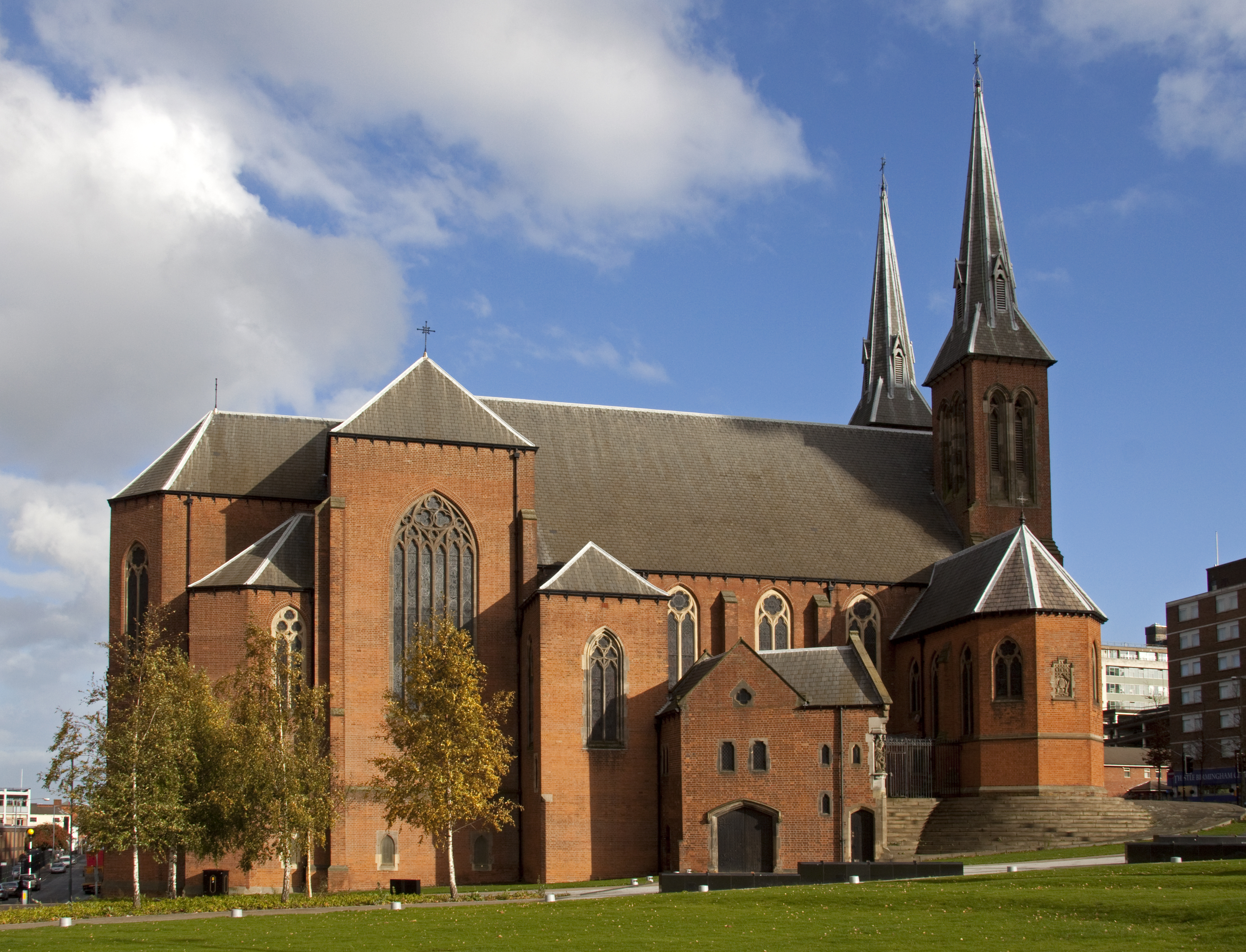

聖查德主教座堂（英語：St Chad's Cathedral）是位於英國英格蘭城市伯明翰的一座羅馬天主教的主教座堂，是天主教伯明翰總教區的主教座堂。教堂於1841年大致竣工。這座教堂是英國在英國宗教改革之後最早建設的四座羅馬天主教堂之一，1852年升為主教座堂。

## 外部連結
- History of the Cathedral
- The Archdiocese of Birmingham （页面存档备份，存于）
- Description of the organ in the National Pipe Organ Register
- Local newspaper article about plans for the Cathedral's setting （页面存档备份，存于）